# 'E spingule francese
'E spingule francese è una canzone in lingua napoletana, ripresa da Salvatore Di Giacomo ed Enrico De Leva da un brano popolare pomiglianese, e pubblicata nel 1888. È considerato uno dei brani più importanti di Di Giacomo. Negli anni è stata interpretata da vari cantanti.

## Storia
Salvatore Di Giacomo non scrisse il testo di suo completo pugno bensì riadattò una canzone popolare di Pomigliano d'Arco, già presente nel secondo volume dei Canti popolari delle provincie meridionali di  Antonio Casetti e Vittorio Imbriani, pubblicato nel 1872 per Loescher. Nella raccolta di Casetti e Imbriani sono contenute due versioni del canto: una completa e un'altra, contratta, limitata ad un'unica stanza. In quest'ultima viene descritto semplicemente il desiderio del venditore di spille di scambiare la sua merce per qualche bacio. La versione completa è, invece, quella più simile al testo di Di Giacomo, specie nella parte iniziale, ed è dunque quella rielaborata dal poeta partenopeo per scrivere la canzone.
Nel libro Canti e tradizioni popolari in Campania di Roberto De Simone, è riportata infine un'altra versione del canto pomiglianese, presente nella parte finale della Tammurriata di Pimonte.

## Il testo
Il protagonista della canzone è un giovane venditore ambulante che smercia spingule francese (in italiano spille da balia, usate anticamente per chiudere i pannolini dei bambini) per soldi o per baci nel caso in cui le acquirenti siano belle ragazze. Le spille sono dette "francesi" poiché, secondo alcuni, furono i francesi a introdurle a Napoli nel ‘700, mentre, secondo un'altra interpretazione, perché spilla da balia si dice a Napoli spingula 'e nutriccia, francesismo di "nourrice" (ovvero balia, nutrice). L'interpretazione corretta sembra essere la seconda in quanto le spille di sicurezza furono inventate nel 1849 dallo statunitense Walter Hunt. Tornando al ragazzo protagonista, egli viene attirato in una casa dalla voce di una ragazza che gli chiede quante spille da balia può acquistare pagando un tornese. Alla sua proposta di offrirle innumerevoli spille in cambio di tre o quattro baci, la giovane gli ricorda di essere in un paese dove per una simile richiesta si rischia di finire ammazzato. La canzone termina col presunto ravvedimento morale, un po' buonista, del venditore che si scusa, avendo  già in paese una fidanzata che ama e che considera la donna più bella. La versione originale pomiglianese, più essenziale, ha un finale diverso: la ragazza risponde picche alla proposta del venditore di spille, dicendogli che ha già un fidanzato. Oltre al finale differente, Di Giacomo inserisce anche alcune immagini che rendono la sua versione più poetica. Nel testo viene inoltre menzionato più volte il tornese, moneta di rame coniata dalla metà del XV secolo fino alla fine del Regno delle Due Sicilie (1861). Il termine tornese, nel napoletano dell'epoca, significava tuttavia anche "bacio" e su questa ambivalenza è incentrata parte della canzone.

## Interpretazioni
- Sergio Bruni
- Renato Carosone
- Marino Marini
- Miranda Martino
- Roberto Murolo
- Nino Nipote
- Nuova Compagnia di Canto Popolare
- Amedeo Pariante
- Massimo Ranieri
- Giacomo Rondinella
- Gabriele Vanorio
- Kormorano